# Resolutie 1432 Veiligheidsraad Verenigde Naties
Resolutie 1432 van de Veiligheidsraad van de Verenigde Naties werd unaniem door de VN-Veiligheidsraad aangenomen op 15 augustus 2002. De resolutie verlengde de opschorting van de reisbeperkingen die de Angolese rebellenbeweging UNITA in 1997 waren opgelegd met drie maanden.

## Achtergrond
Nadat Angola in 1975 onafhankelijk was geworden van Portugal, keerden de verschillende onafhankelijkheidsbewegingen zich tegen elkaar om te wedijveren over de macht. Onder meer Zuid-Afrika en Cuba bemoeiden zich met de burgeroorlog totdat onderhandelingen tot een akkoord leidden en ze zich in 1988 terugtrokken. Een akkoord in 1991 voorzag in verkiezingen. Toen de UNITA-rebellenbeweging die verloor, greep ze opnieuw naar de wapens. Een nieuw akkoord in 1994 leidde niet tot vrede. UNITA werd internationaal geconfronteerd met een embargo en steeds verder in het nauw gedreven door het regeringsleger. In 2002 werd ze door dat leger onthoofd, waarna ze zichzelf tot een politieke partij omvormde en demobiliseerde.

## Inhoud

### Waarnemingen
Op 4 april waren Angola en UNITA opnieuw tot een akkoord gekomen. De rebellengroep spande zich in om deel uit te maken van het democratisch proces in Angola en in het bijzonder voor de demobilisatie en inkwartiering van haar soldaten. Op 2 augustus was de militaire tak van UNITA opgeheven. Om het vredesproces vooruit te helpen had de Veiligheidsraad de reisbeperkingen tegen UNITA in mei met negentig dagen geschorst.

### Handelingen
De Veiligheidsraad:
1. Beslist dat de maatregelen in paragraaf °4 (a) en (b) (reisbeperkingen) van resolutie 1127 voor nog eens negentig dagen opgeschort zijn.
2. Voor het einde daarvan zal worden beslist of de schorsing wordt verlengd.
3. Besluit actief op de hoogte te blijven.

## Verwante resoluties
- Resolutie 1404 Veiligheidsraad Verenigde Naties
- Resolutie 1412 Veiligheidsraad Verenigde Naties
- Resolutie 1433 Veiligheidsraad Verenigde Naties
- Resolutie 1439 Veiligheidsraad Verenigde Naties

Lijst ·  1387 ·  1388 ·  1389 ·  1390 ·  1391 ·  1392 ·  1393 ·  1394 ·  1395 ·  1396 ·  1397 ·  1398 ·  1399 ·  1400 ·  1401 ·  1402 ·  1403 ·  1404 ·  1405 ·  1406 ·  1407 ·  1408 ·  1409 ·  1410 ·  1411 ·  1412 ·  1413 ·  1414 ·  1415 ·  1416 ·  1417 ·  1418 ·  1419 ·  1420 ·  1421 ·  1422 ·  1423 ·  1424 ·  1425 ·  1426 ·  1427 ·  1428 ·  1429 ·  1430 ·  1431 ·  1432 ·  1433 ·  1434 ·  1435 ·  1436 ·  1437 ·  1438 ·  1439 ·  1440 ·  1441 ·  1442 ·  1443 ·  1444 ·  1445 ·  1446 ·  1447 ·  1448 ·  1449 ·  1450 ·  1451 ·  1452 ·  1453 ·  1454